# Miguel Hidalgo y Costilla, Campeche
Miguel Hidalgo y Costilla är en ort i Mexiko.   Den ligger i kommunen Escárcega och delstaten Campeche, i den östra delen av landet, 900 km öster om huvudstaden Mexico City. Miguel Hidalgo y Costilla ligger 110 meter över havet och antalet invånare är 125.
Terrängen runt Miguel Hidalgo y Costilla är platt. Runt Miguel Hidalgo y Costilla är det glesbefolkat, med 11 invånare per kvadratkilometer. Närmaste större samhälle är Escárcega, 2,6 km söder om Miguel Hidalgo y Costilla. I omgivningarna runt Miguel Hidalgo y Costilla växer i huvudsak städsegrön lövskog.